# 葛西水再生センター

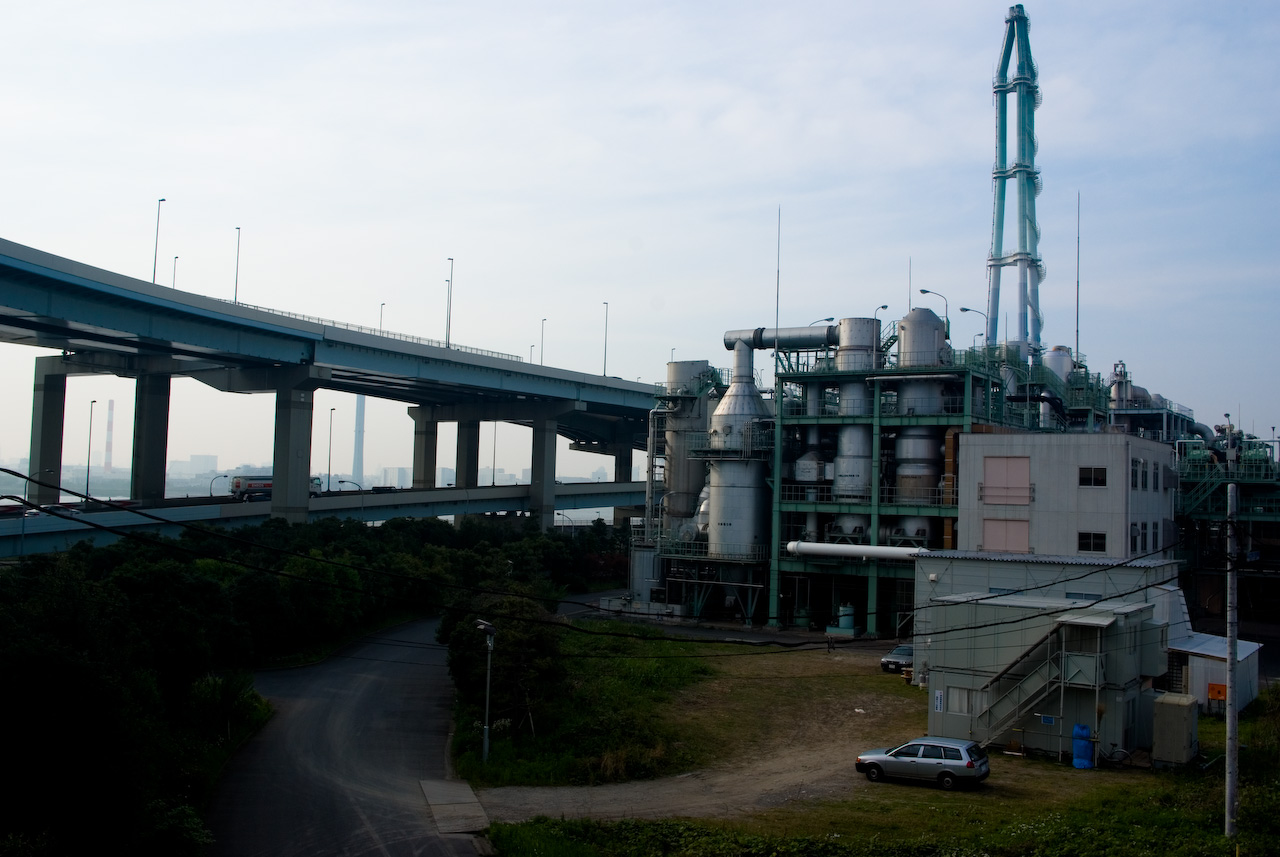
首都高速葛西ジャンクションから見た葛西水再生センター

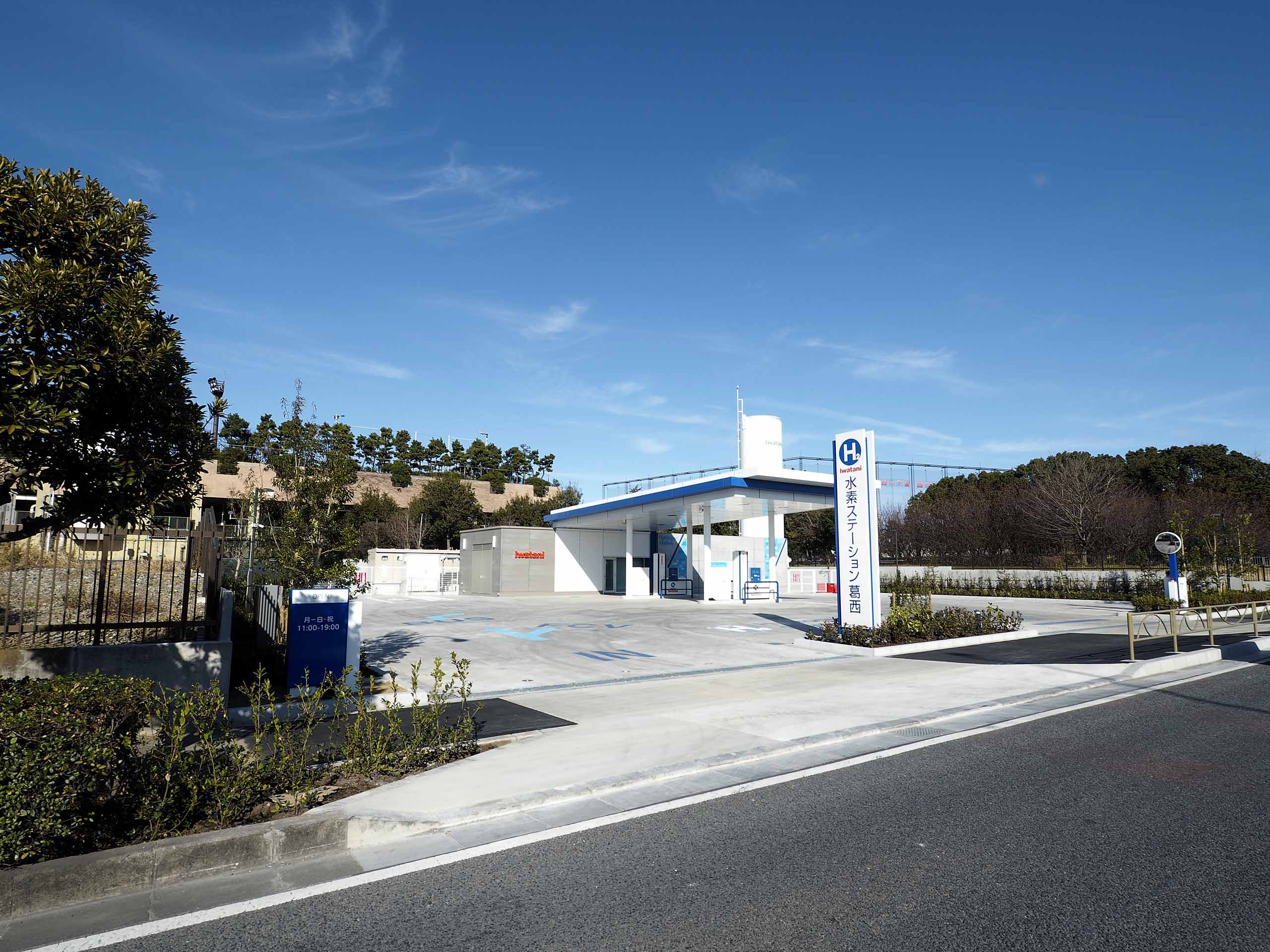
葛西水再生センター敷地内に設置されたイワタニ水素ステーション東京葛西

葛西水再生センター（かさいみずさいせいセンター）は、東京都江戸川区臨海町にある、東京都下水道局の下水処理施設である。

## 概要
荒川河口に位置し、荒川と江戸川に囲まれた江戸川区の大部分と葛飾区の一部の下水を処理している。

## 沿革
- 1981年（昭和56年）9月 - 運転開始。
- 2020年（令和2年）2月6日 - 岩谷産業が敷地内に水素ステーションを開設[1]。

## 所在地
- 東京都江戸川区臨海町1-1-1

## 周辺
- 葛西臨海公園